# Organización territorial de Papúa Nueva Guinea

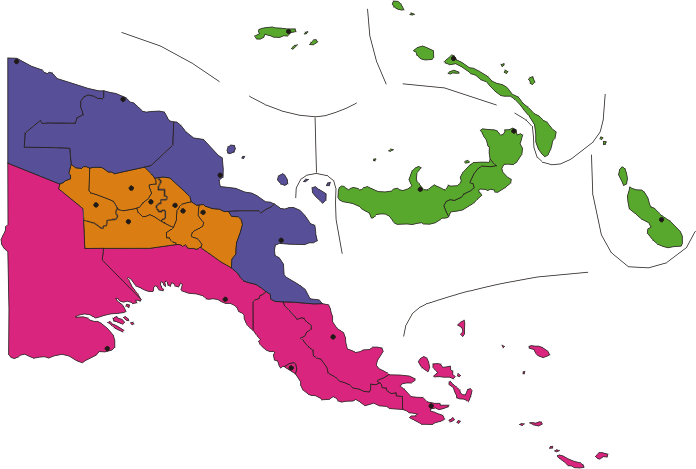
Las cuatro regiones de Papúa Nueva Guinea, con sus subdivisiones provinciales:
Tierras Altas (Highlands)
Islas (Islands)
Momase (Momase)
Papúa (Papua o Southern)

La organización territorial de Papúa Nueva Guinea se articula en tres niveles administrativos y políticos: nacional, provincial y local. La primera subdivisión, base del Estado federal, son las veinte provincias y dos territorios con rango de provincia: el Distrito Capital Nacional de Papúa Nueva Guinea, alrededor de la capital del país, Puerto Moresby, y la Región Autónoma de Bougainville, en la isla del mismo nombre. Por debajo de las provincias existen 325 o 313 (según las fuentes consultadas) gobiernos locales (local-level governments), llamados LLG en inglés. Tanto las provincias como los LLG disponen de gobierno propio y de representantes elegidos por sufragio universal, y disponen de amplías competencias.
Esta organización territorial se implantó en 1995, con la aprobación de la "Ley orgánica de gobiernos provinciales y locales" (Organic law on Provincial and Local Level Governments).

## Regiones
Las 22 provincias están agrupadas en cuatro regiones. Si bien constituyen las divisiones geográficas más extensas del país, no tienen funciones administrativas ni políticas. Las cuatro regiones de Papúa Nueva Guinea y sus respectivas provincias son:
- Región de las Tierras Altas: Hela, Jiwaka, Simbu, Tierras Altas Orientales, Enga, Tierras Altas del Sur, y Tierras Altas Occidentales.
- Región de las Islas: Nueva Bretaña Oriental, Manus, Nueva Irlanda, Bougainville, y Nueva Bretaña del Oeste.
- Región de Momase: Sepik del Este, Madang, Morobe, y Sandaun o Sepik del Oeste.
- Región de Papúa: Central, Golfo, Bahía Milne, Oro, Occidental y el Distrito Capital Nacional.

Momase es un acrónimo que combina las dos primeras letras de Morobe, Madang, y Sepik.

## Provincias
En 2009, el parlamento nacional aprobó la creación de dos nuevas provincias para 2012: la provincia de Hela que consiste en parte de la provincia de las Tierras Altas del Sur, y la provincia de Jiwaka que nace de una nueva subdivisión de la provincia de las Tierras Altas Occidentales. Su creación entró oficialmente en vigor el 17 de mayo de 2012. El nombre Jiwaka es un acrónimo que combina las primerás sílabas de Jimi, Waghi y Kambia.

## Distritos

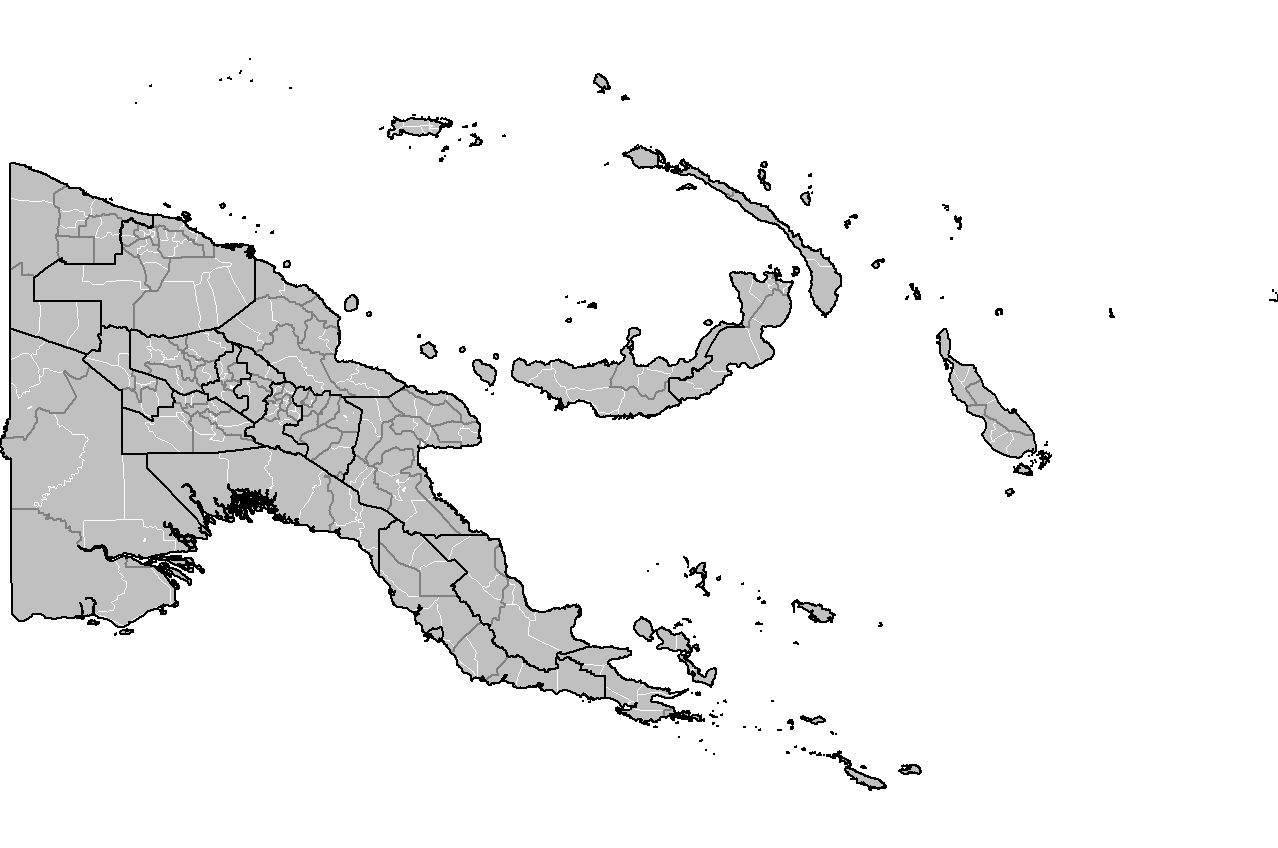
Divisiones administrativas de Papúa Nueva Guinea: las líneas negras delimitan las provincias, las grises los distritos y las blancas los LLG.

Cada provincia se divide en distritos, que son unidades puramente administrativas establecidas para la implantación y la gestión de los servicios suministrados por el gobierno provincial. Existen 89 distritos en todo el territorio nacional, y cada uno es supervisado por un administrador. Los distritos desempeñan también un papel bisagra que consiste en integrar en su territorio la aplicación de las medidas adoptadas por los gobiernos provinciales con la aplicación de las medidas procedentes de los gobiernos locales (LLG).
Desde la puesta en marcha en 1995 de la ley de decentralización, los distritos y los LLG se han visto a menudo desbordados por el incremento de sus competencias, lo que ha llevado a frecuentes colapsos en la gestión de los servicios, agravados por la falta de formación de los gestores públicos a nivel local. Por otro lado, la gestión conjunta de buena parte de sus competencias ha conducido en ocasiones a situaciones de conflictos. La administración central ha emprendido una serie de programas y reformas destinados a mejorar el funcionamiento y la coordinación de las administraciones a nivel de los distritos y de los LLG.
El Distrito Capital Nacional de Puerto Moresby equivale a una provincia pero no tiene distritos.

## Gobiernos locales (LLG)
Los LLG constituyen el tercer nivel gubernativo del Estado federal de Papúa Nueva Guinea. Existen 325 LLG que se reparten en 275 LLG rurales y 40 LLG urbanos. Los gobiernos locales son elegidos para un mandato de 5 años y deben contar con una mujer como mínimo, por lo que tras las elecciones locales de 2008 10% de los miembros de los LLG son mujeres. Las autoridades locales recaudan sus propios impuestos bajo supervisión del gobierno central, y se encargan de los suministros de agua. Comparten responsabilidades y competencias con los gobiernos provinciales para la red de carreteras, la gestión de los desechos, la sanidad, la protección del medio ambiente, la promoción de la economía y el turismo.

### Wardsycensus units
Cada LLG se divide en wards (en inglés: circonscripciones), que eligen cada uno un representante al gobierno del LLG. Su órgano representativo es un comité electo que ejerce funciones informativas y consultativas ante el gobierno local. El territorio nacional cuenta con 6.129 o 6.131 wards. A efectos de censos y recogida de datos sobre la población, los wards se dividen en census units (en inglés: unidades de censo).